# 贾格加伊耶佩特
贾格加伊耶佩特（Jaggayyapet），是印度安得拉邦Krishna县的一个城镇。总人口39817（2001年）。

## 人口
该地2001年总人口39817人，其中男性20130人，女性19687人；0—6岁人口4499人，其中男2340人，女2159人；识字率66.64%，其中男性为73.08%，女性为60.06%。